# Þórgils fiskimaðr
Þórgils fiskimaðr (m. 1066) fue un escaldo vikingo del siglo XI, uno de los poetas escandinavos que escribieron sobre Serkland (Califato Abasí). Fue un noruego que luchó en las filas de Olaf II el Santo en la batalla de Stiklestad en 1030. Posteriormente junto a sus dos hijos acompañó a Harald Hardrada en su expedición a Inglaterra, muriendo en la batalla de Stamford Bridge el 25 de septiembre de 1066.